# Fusicladium virgaureae

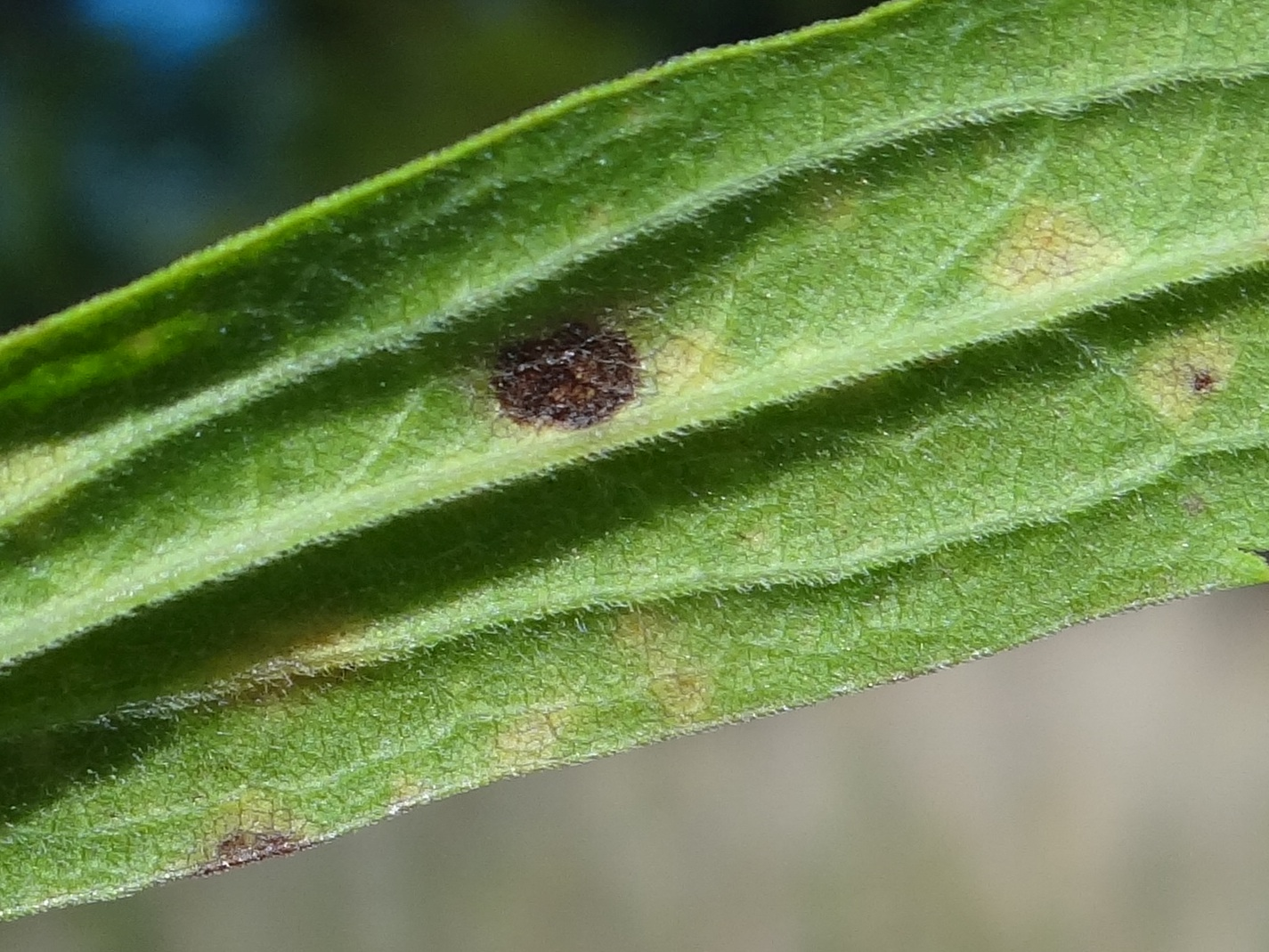

Fusicladium virgaureae Ondřej – gatunek grzybów z klasy Dothideomycetes. Grzyb mikroskopijny pasożytujący na roślinach z rodzaju nawłoć (Solidago). Powoduje u nich plamistość liści. 

## Systematyka i nazewnictwo
Pozycja w klasyfikacji według Index Fungorum: Fusicladium, Venturiaceae, Venturiales, Pleosporomycetidae, Dothideomycetes, Pezizomycotina, Ascomycota, Fungi.
Holotyp: anamorfa na nawłoci pospolitej Solidago virgaurea; Czechy, Wysoki Jesionik, „Czerwona Góra, 29 lipca. 1969, M. Ondej. Teleomorfa nie jest znana. 

## Charakterystyka
Objawy porażenia
W miejscach rozwoju grzybni Fusicladium virgaureae na liściach tworzą się nieregularne plamy o zmiennym kształcie i rozmiarach od małych plamek o średnicy 2–3 mm po duże plamy o średnicy 10–30 mm. Początkowo są żółtawe, potem brązowe, czasem purpurowo-brązowe. Podkładek brak, występują tylko podskórkowe agregacje nabrzmiałych strzępek.
Cechy mikroskopowe
Konidiofory pojedyncze lub tworzące małe, luźne pęczki, wyprostowane, proste do nieco wygiętych, prawie cylindryczne do lekko falistych,
nierozgałęzione lub rzadko rozgałęzione. Mają wymiary 20–100 x 3–6 µm, barwę żółtawą lub oliwkową, posiadają przegrody. Ściany szorstkie i nieco pogrubione. Komórki konidiotwórcze zintegrowane, z jednym lub co najwyżej czterema punktami wytwarzania zarodników. Konidia powstają w nierozgałęzionych łańcuchach przez sympodialna proliferację. Mają kształt od cylindrycznego do wrzecionowatego, są gładkie, szkliste (hialinowe), proste o wymiarach 8–16 × 3–6 µm, z jedną przegrodą lub bez przegrody. Na przegrodzie są niezwężone lub nieznacznie zwężone. Barwa od żółtawej do oliwkowobrązowej, wierzchołki ścięte lub lekko wypukłe, niepogrubione i nie ciemniejsze. 

## Występowanie
Monofag pasożytujący na nawłoci pospolitej Solidago virgaurea i nawłoci późnej Solidago gigantea.
Występuje w Europie. W Polsce notowany na nawłoci późnej w Złotym Potoku na Wyżynie Częstochowskiej.